# Mamuk Kazanski
Mamuk ali Mamik (tatarsko Мамык, Mamik) je bil leta 1495–1496 kan  Sibirskega kanata in leta 1496–1497 kan Kazanskega kanata, * ni znano, † 1497.
Po umoru kana Ibaka leta 1495 je Mamuk svojo prestolnico preselil iz Tjumena v Kašlik, bolj znan kot Sibir.

## Vladanje
Leta 1495/1496 je s svojo vojsko in vojsko Nogajcev napadel Kazan. Državni udar karačija Kol Mohameda mu je omogočil zasedbo mesta in razglasitev za kazanskega kana. Med svojim vladanjem je poskušal centralizirati oblast in se zato zapletal v spore z lokalnim plemstvom. Zaradi upora domačega prebivalstva in morda prihoda ruskih okrepitev je zapustil Kazan. Na poti domov je leta 1497 umrl.

## Vira
- Родословная Мамука. Родовод. Arhivirano 1. marca 2012. Pridobljeno 29. decembra 2010.
- Парунин А. В. Походы Сибирских Шибанидов на Казань в конце XV в.  Астрахань: Астраханский государственный университет, Издательский дом «Астраханский университет». 2011. str. 102-109.

| Mamuk Kazanski Šibanidi  |                                   |                        |
| Vladarski nazivi         |                                   |                        |
| Predhodnik: Ibak         | Kan Sibirskega kanata 1495 – 1496 | Naslednik: Agalak      |
| Vladarski nazivi         |                                   |                        |
| Predhodnik: Mohamed Amin | Kan Kazanskega kanata 1496–1497   | Naslednik: Abdel Latif |